# VCA Pictures
VCA Pictures — американська компанія по виробництву та поширенню порнофільмів.

## Історія
Компанія була заснована Рассом Гемпширом і була провідним гравцем на ринку в «Золотий вік порно». Головними перевагами фільмів компанії, що забезпечили їй лідерство в галузі тих років, були наявність сюжетної лінії у фільмах, а також хороший бюджет. 
У 1982 році VCA продала 12000 відеокасет з фільмом «Insatiable» в перший же день випуску, що стало кращим показником року в Америці для відеофільмів взагалі, а не тільки для порнопродукції. 
У 90-ті роки Гемпшир відсидів рік у в'язниці за розповсюдження непристойних матеріалів. 
У 2003 році компанія була куплена компанією Hustler Video, яка входить до конгломерату Ларрі Флінта Larry Flint Publications. Проте VCA зберегла самостійний статус у рамках конгломерату. У 1998 році VCA стала дистриб'ютором документального фільму «Wadd: The Life & Times of John C. Holmes», а в 2004 році надала матеріали для документального фільму «Pornucopia» виробництва компанії HBO.

## Фільми
Серед фільмів, вироблених або поширених VCA, такі класичні, як «Ненаситна», «Повії нової хвилі», «The Devil in Miss Jones 2», «The Opening of Misty Beethoven», «Cafe Flesh», «Деббі підкорює Даллас 3», «Чорна глотка», «Let Me Tell Ya About Black Chicks» і «Britney Rears».

## Режисери
Серед режисерів, які ставлять фільми для VCA, були: Аксель Браун, Джерард Даміано, Алекс де Ренці, Грегорі Дарк, Анрі Пакард, Джон Леслі, Пол Томас, Джон Стальяно, Бен Давер, Майкл Нінн, Вероніка Харт, Іон Маккей, Хлоя, Ніккі Хантер і Елі Крос.

## Виконавці
У фільмах VCA знімалися такі відомі актори і актриси, як Джон Голмс, Джина Файн, Тауні Робертс, Тейлор Рейн, Кайлі Айрленд, Ева Вінсент, Хлоя, Майк Хорнер, Вікка, Зак Сміт, Шейла Лаво, Міка Тен, Крістара Беррінгтон, Ніккі Даєл, Тейлор Хейз, Джуліан Пол Карріган, Брук Хантер, Александра Найс, Сідні Стіл, Джоанна Ейнджел, Нік Хармон, Скотт Стайлз, Нікіта Гросс, Пол Баррезі і Трістан Метьюз.

## Премії
Нижче наведені деякі з фільмів студії — лауреатів кінопремії.
- 1984. «Кафе «Плоть»» — AVN Award for Best Art director
- 1986. «Raw Talent» — AVN Award for Best Film, Best Cinematography, Best Screenplay — Film
- 1987. «The Devil in Miss Jones, Part 3» — AVN Award for Best Film
- 1987. «Sexually Altered States» — AVN Award for Best Screenplay
- 1988. «Baby Face II» — AVN Award for Best All Sex Release, Best Editing
- 1988. «Edwin Durell's Dreamgirls» — AVN Award for Best Editing — Video
- 1989. «Angel Puss» — AVN Award for Best All Sex Release
- 1989. «Pretty Peaches 2» — AVN Award for Best Film, Best Director, Best Editing — Film, Best Classic DVD (2003)
- 1989. «Catwoman» — AVN Award for Best Director — Video, Best Editing — Video, Best Screenplay — Video, Best Video Feature
- 1990. «The Chameleon» — AVN Award for Best Couples Sex Scene
- 1990. «Mad Love» — AVN Award for Best Video Feature
- 1991. «Pretty Peaches 3» — AVN Award for Top Renting Release of the Year
- 1991. «Beauty & the Beast 2» — AVN Award for Best Couples Sex Scene, Best Director — Video, Best Editing — Video, Best Video Feature
- 1992. «Повії нової хвилі 2» — AVN Award for Top Selling Release of the Year
- 1992. «Curse of the Catwoman» — AVN Award for Best Editing — Video, Best Video Feature
- 1993. «Only the Very Best on Film» — AVN Award for — Best Compilation Tape
- 1993. «Chameleons» — AVN Award for Top Selling Release of the Year, Top Renting Release of the Year, Best Editing — Film
- 1994. «Повії нової хвилі 3» — AVN Award for Top Renting Release of the Year
- 1994. «The Creasemaster's Wife» — AVN Award for Best Editing — Video
- 1995. «Sex» — AVN Award for Best Film, Best Editing — Film, Best Art Direction — Film
- 1995. «Bad Habits» — AVN Award for Best Art Direction
- 1995. «Virtual Sex» — AVN Award for Best Special Effects
- 1995. «Latex» — XRCO Award for Best Video; AVN Award for Top Selling Release of the Year, Best Art Direction — Video, Best Editing — Video, Best Special Effects, Best Video Feature, Top Renting Release of the Year
- 1996. «Sex 2» — AVN Award for Best Cinematography
- 1997. «Shock» — AVN Award for Top Selling Release of the Year, Best Art Direction — Video, Best Director — Video, Best Editing — Video, Best Special Effects, Best Video Feature, Top Renting Release of the Year
- 1998. «Diva 4» — AVN Award for Best All-Girl Release
- 1998. «Повії нової хвилі 5: наступне покоління» — AVN Award for Best Art Direction — Video, Best Special Effects, Top Renting Release of the Year
- 1998. «Кафе „Плоть“ 2» — XRCO Award for Best Video; AVN Award (1999) for Best Video Feature, Best Special Effects
- 1999. «Dream Catcher» — AVN Award for Best Couples Sex Scene
- 1999. «Dinner Party At Six» — AVN Award for Best Ethnic-Тематичний Release
- 2000. «Devil in Miss Jones 6» — AVN Award for Top Renting Release of the Year
- 2000. «Dark Garden» — AVN Award for Best Video Feature
- 2000. «The Devil in Miss Jones Parts III & IV» — AVN Award for Best Classic DVD
- 2000. «Cashmere» — AVN Award for Best DVD, Best Special Effects
- 2001. «Chameleons Not the Sequel» — AVN Award for Best Classic DVD
- 2001. «Shayla'Web s» — AVN Award for Best Art Direction — Video
- 2001. «Raw» — AVN Award for Best DVD, Best Screenplay — Video
- 2002. «Unreal» — AVN Award for Best DVD
- 2002. «The Opening of Misty Beethoven» — AVN Award for Best Classic DVD
- 2002. «Cap'n Mongo's Porno Playhouse» — AVN Award for Best Sex Comedy
- 2004. «Повії нової хвилі 7» — AVN Award for Best Editing — Video
- 2004. «Misty Beethoven: The Musical» — XRCO Award for Best Comedy or Parody; AVN Award (2005) for Best Sex Comedy, Most Outrageous Sex Scene for Chloe, Ava Vincent and Randy Spears
- 2006. «Re-Penetrator» — AVN Award for Most Outrageous Sex Scene for Joanna Angel
- 2007. «Повії нової хвилі» (shared with «Blacklight Beauties» by Pulse Pictures) — AVN Award for Best All Sex Release